# Zabori (Niger)
Zabori ist eine Landgemeinde im Departement Dioundiou in Niger.

## Geographie

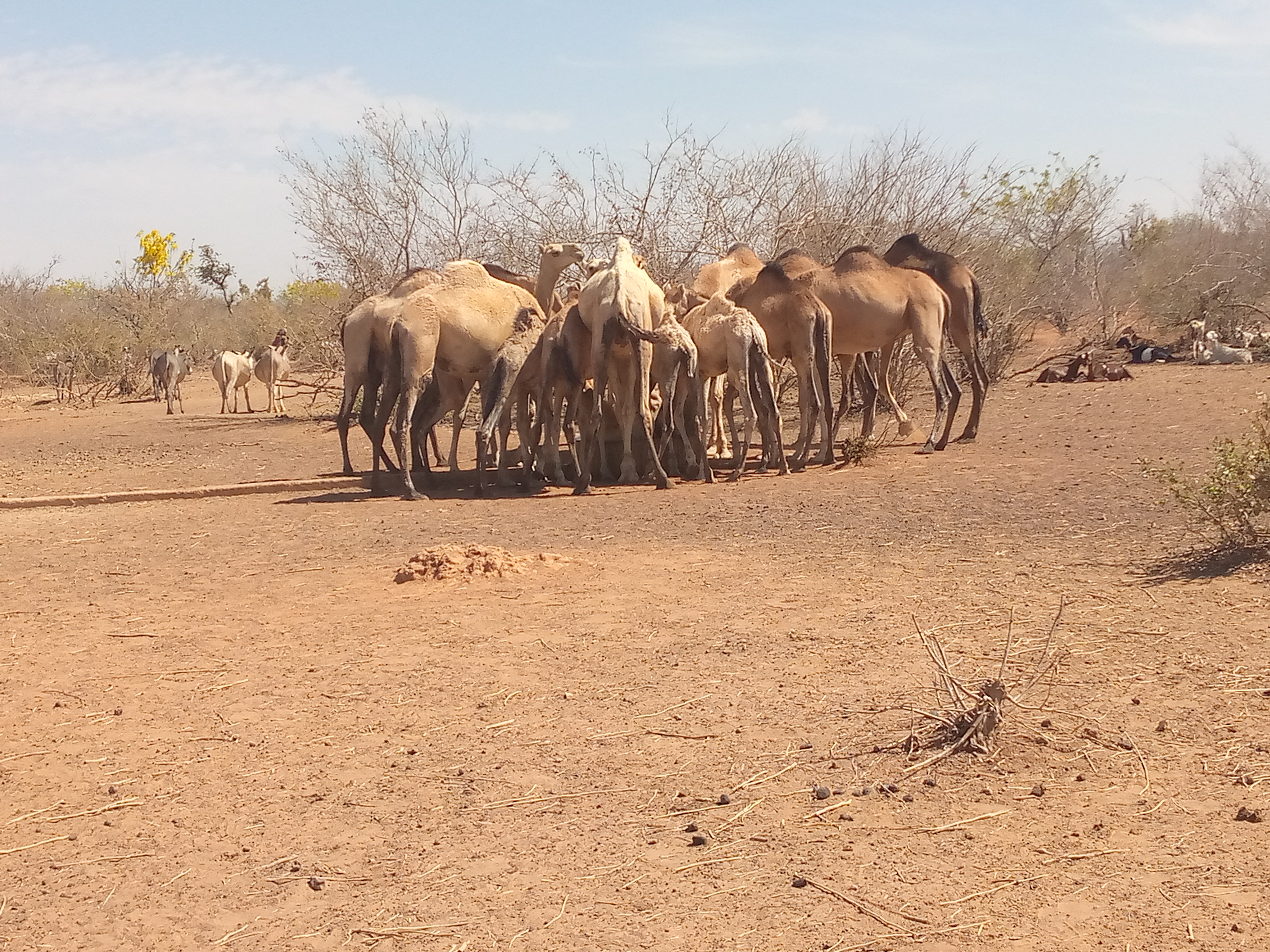
Kamele auf einer Weide in Zabori (2023)

Zabori liegt in der Großlandschaft Sudan. Die Nachbargemeinden sind Karakara im Norden und Osten, Dioundiou im Süden und Karguibangou im Westen. Bei den Siedlungen im Gemeindegebiet handelt es sich um 19 Dörfer, 31 Weiler und 5 Lager. Der Hauptort der Landgemeinde ist das Dorf Zabori. Ein weiteres größeres Dorf ist Angoual Madé.
Durch das Gemeindegebiet verläuft das große, periodisch wasserführende Trockental Dallol Maouri. Neben Tessa und Tounouga zählt Zabori zu jenen Gemeinden in der Region Dosso, in denen das höchste Risiko von Überschwemmungen besteht.

## Geschichte
Zabori wurde im 18. Jahrhundert von Hausa gegründet, die der Überlieferung nach aus Bornu eingewandert waren. Die französische Kolonialverwaltung machte Anfang des 20. Jahrhunderts aus Zabori einen Kanton.
Die Landgemeinde Zabori ging 2002 bei einer landesweiten Verwaltungsreform aus dem Kanton Zabori hervor. Bei der Flutkatastrophe in West- und Zentralafrika 2010 wurden 824 Einwohner von Zabori als Katastrophenopfer eingestuft. Seit 2011 gehört die Landgemeinde nicht mehr zum Departement Gaya, sondern zum neugeschaffenen Departement Dioundiou. Der staatliche Stromversorger NIGELEC elektrifizierte den Hauptort im Jahr 2018.

## Bevölkerung
Bei der Volkszählung 2012 hatte die Landgemeinde 11.125 Einwohner, die in 1363 Haushalten lebten. Bei der Volkszählung 2001 betrug die Einwohnerzahl 7957 in 1038 Haushalten.
Im Hauptort lebten bei der Volkszählung 2012 1160 Einwohner in 163 Haushalten, bei der Volkszählung 2001 785 in 102 Haushalten und bei der Volkszählung 1988 613 in 85 Haushalten.
In ethnischer Hinsicht ist die Gemeinde ein Siedlungsgebiet von Arawa, Goubawa und Kabbawa.

## Politik
Der Gemeinderat (conseil municipal) hat 11 gewählte Mitglieder. Mit den Kommunalwahlen 2020 sind die Sitze im Gemeinderat wie folgt verteilt: 5 ARD-Adaltchi Mutunchi, 2 MNSD-Nassara, 2 PJP-Génération Doubara, 1 MPN-Kiishin Kassa und 1 RDR-Tchanji.
Jeweils ein traditioneller Ortsvorsteher (chef traditionnel) steht an der Spitze der 19 Dörfer in der Gemeinde, darunter der Hauptort.

## Wirtschaft und Infrastruktur

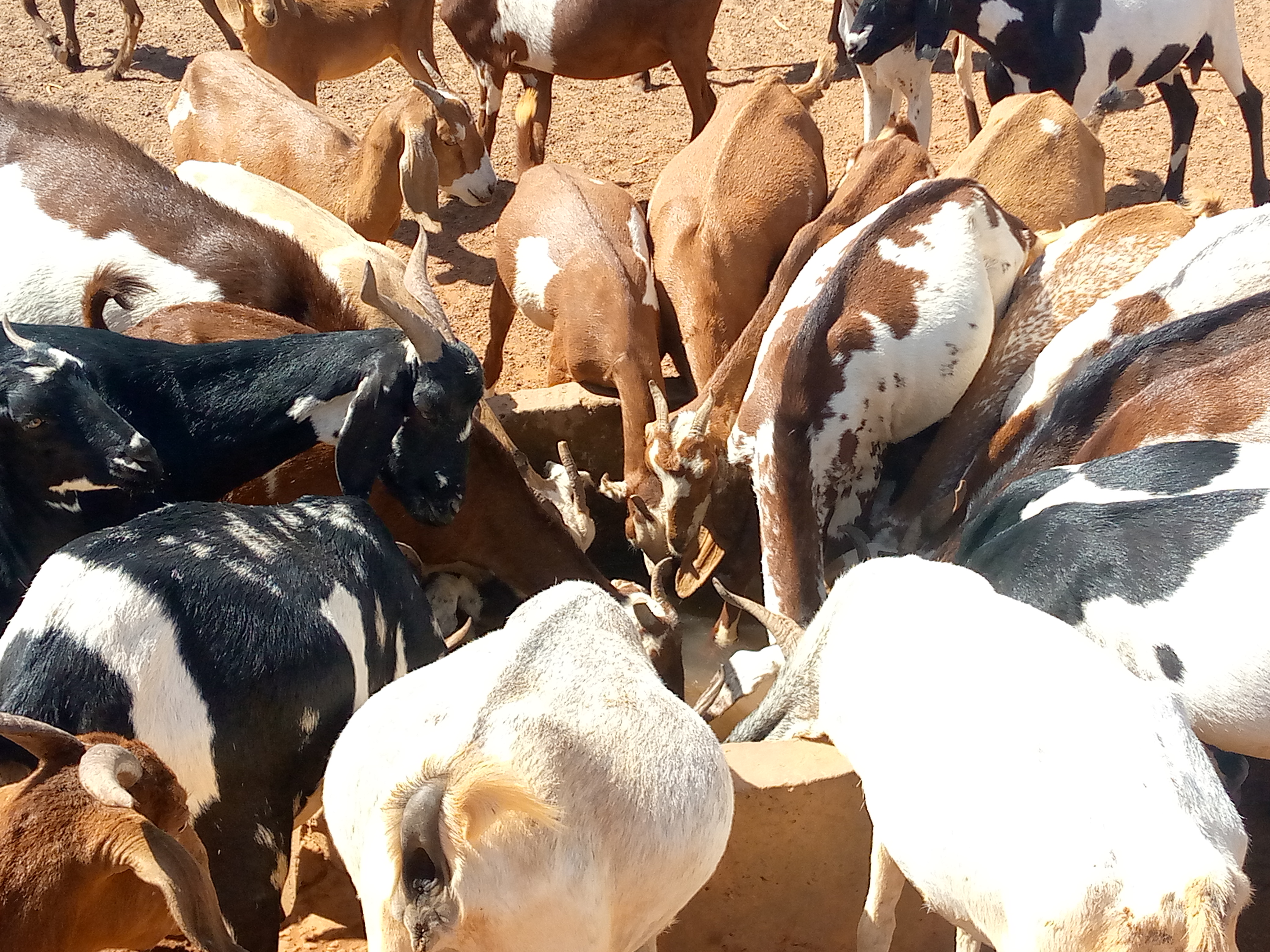
Ziegen auf einer Weide in Zabori (2023)

Die Gemeinde liegt in jener schmalen Zone entlang der Grenze zu Nigeria, die von Tounouga im Westen bis Malawa im Osten reicht und in der Bewässerungsfeldwirtschaft für Cash Crops betrieben wird. Das staatliche Versorgungszentrum für landwirtschaftliche Betriebsmittel und Materialien (CAIMA) unterhält eine Verkaufsstelle im Hauptort.
Im Hauptort ist ein Gesundheitszentrum des Typs Centre de Santé Intégré (CSI) vorhanden. Der CEG Zabori ist eine allgemein bildende Schule der Sekundarstufe des Typs Collège d’Enseignement Général (CEG). Beim Centre de Formation aux Métiers de Zabori (CFM Zabori) handelt es sich um ein Berufsausbildungszentrum.
Durch die Gemeinde führt die Nationalstraße 2 zwischen Boureïmi und Mafouta. Im Hauptort zweigen die Route 335 nach Dosso und die Route 343 nach Agali von der Nationalstraße 2 ab.